# Cándido Fernández Mazas
Cándido Fernández Mazas (Orense, 1902-1942) fue un pintor, escritor e ilustrador español, encuadrado dentro del colectivo artístico «Os Novos».

## Biografía
Hijo de Nicanor Fernández Rodríguez y Remedios González Mazas.
Fue incluido por la crítica en el grupo «Os Novos» (con Maruja Mallo, Carlos Maside, Arturo Souto, Manuel Colmeiro Guimarás, Manuel Torres Martínez, entre otros), con personales influencias del fauvismo, el art déco y en especial del pintor Amedeo Modigliani. Hizo su primer viaje a París en 1925.
Como voluntario de las Misiones Pedagógicas, colaboró en 1933 en las campañas por Galicia y Asturias y en 1934 en las localidades segovianas de Turégano y Cantalejo, dejando el documento gráfico del cartel del Retablo de fantoches o Teatro de guiñol de las Misiones. En esos años expone en el Lyceum Club un conjunto de pequeños cuadros definidos por el crítico Arbós como «pintura intimista de evidente raíz poética».
En su faceta de escritor e ilustrador se agrupan sus colaboraciones en diversos periódicos gallegos y madrileños «con viñetas de contenido político comprometido con la izquierda más radical, idealista y heterodoxa», que se continuarán durante la guerra civil española en sus colaboraciones en revistas del P.O.U.M., como El  Combatiente Rojo, de ideología anarquista como la revista Umbral. Finalizada la guerra, fue encarcelado en Valencia y sometido a proceso; no obstante sería liberado cinco meses más tarde gracias a la mediación de los jueces militares Sebastián Martínez-Risco y Díez Faes y al esfuerzo económico de su familia. Agravada su delicada salud mental, se recluyó en Pedrouzos, Casas do Penedo, au aldea natal en O Castro de Caldelas, donde murió a los treinta y nueve años de edad. En 2002, el Círculo de Bellas Artes montó una antológica documentando «la vanguardia del artista».

## Galería
| |
| O vello mariñeiro toma o sol e outros contos de Eugenio Montes, Céltiga, 1922. Ilustrado por Mazas. |

|                                                                                              |
| Relato inmoral de Wenceslao Fernández Flórez. La novela de noche, 1924. Ilustrado por Mazas. |

|                                                                                                |
| Cartel de la Caja de Ahorros y Monte de Piedad de Vigo, 1925. Técnica mixta/papel, 61 x 48 cm. |

|                                         |
| Mozuela. Óleo sobre lienzo. 46 x 33 cm. |

|                                                                                         |
| Cartel de las Misiones Pedagógicas. Retablo de fantoches, 1934. Litografía, 70 x 50 cm. |